# Municipio de Burgaw
El municipio de Burgaw (en inglés: Burgaw Township) es un municipio ubicado en el  condado de Pender en el estado estadounidense de Carolina del Norte. En el año 2010 tenía una población de 8.405 habitantes.

## Geografía
El municipio de Burgaw  se encuentra ubicado en las coordenadas 34°32′54.6″N 77°55′3.95″O / 34.548500, -77.9177639.